# Glenea beesoni
Glenea beesoni là một loài bọ cánh cứng trong họ Cerambycidae.